# Nowojowa Góra (gromada)
Nowojowa Góra (później Nawojowa Góra) – dawna gromada, czyli najmniejsza jednostka podziału terytorialnego Polskiej Rzeczypospolitej Ludowej w latach 1954–1972.
Gromady, z gromadzkimi radami narodowymi (GRN) jako organami władzy najniższego stopnia na wsi, funkcjonowały od reformy reorganizującej administrację wiejską przeprowadzonej jesienią 1954 do momentu ich zniesienia z dniem 1 stycznia 1973, tym samym wypierając organizację gminną w latach 1954–1972.
Gromadę Nowojowa Góra z siedzibą GRN w Nowojowej Górze (we współczesnym brzmieniu Nawojowa Góra) utworzono – jako jedną z 8759 gromad na obszarze Polski – w powiecie chrzanowskim w woj. krakowskim, na mocy uchwały nr 20/IV/54 WRN w Krakowie z dnia 6 października 1954. W skład jednostki weszły obszary dotychczasowych gromad Nowojowa Góra i Młynka oraz przysiółek Gwoździec z dotychczasowej gromady Żbik ze zniesionej gminy Krzeszowice, a także przysiółek Gwoździec z dotychczasowej gromady Tenczynek ze zniesionej gminy Tenczynek; wszystkie jednostki w tymże powiecie. Dla gromady ustalono 20 członków gromadzkiej rady narodowej.
30 czerwca 1960 z gromady Nawojowa Góra wyłączono wieś Młynka włączając ją do gromady Rudawa, po czym gromadę Nawojowa Góra zniesiono włączając jej (pozostały) obszar do nowo utworzonej gromady Krzeszowice.